# Krákumál
Krákumál (eller Krakamål) er et skjaldekvad fra 1100-tallet. Teksten er i jeg-form, og foregiver at være sagnhelten Ragner Lodbrogs dødssang og livsminder. Kvadet kan have sin oprindelse i nordiske miljø på de britiske øer, muligvis Orkneyøerne.
Kvadet består af 29 vers á ti linjer, i formen háttlausa. Hvert af versene åbner med stevlinjen "Hjoggum vér með hjörvi" ("Vi svinger sværdet").
| Citat          | Ragnarr i Ellas ormegård er den, der taler i hele digtet, og han giver deri først en fremstilling af sit tidligere liv og bedrifter, drabet af lyngormen og forskellige togt og kampe omkring i Norden og på de vestlige øer (v. 1 — 21). Dette afsnit er temmelig prosaisk, skønt fremstillingen på sine steder kan være ret livlig og viser forfatterens evne til at variere det samme æmne. Hist og her kan der også findes oplivende sætninger af erotisk indhold eller følelsesudbrud, som når det hedder: »det gik varmt til [i kampen] og det var noget andet end at sidde på bænken og kysse møen [eller: drikke vinen, som møen skænkede]". Overhovedet fremstilles Ragnarr både som en helt og som en erotiker, som "møernes kære ven" osv. Langt interessantere og poetisk værdifuldere er digtets sidste del (v. 22—29), der består af almindelige betragtninger angående helten og hans måde at opføre sig på; han står i spidsen for sine mænd. [...] Endnu en gang mindes Ragnarr med krigerstolthed og glæde sine 51 sejre, men mere får han ikke tid til at sige; valkyrierne indbyder ham allerede, han ser dem komme og han slutter med de prægtige ord: "Glad skal jeg øl med aser i højsædet drikke; lede er livets stunder, leende går jeg i døden«. Mere kort, klart og sandt har næppe nogen udtalt hovedindholdet af den hedenske oldtids opfattelse af liv og død og livet efter døden i Valhal hos krigsguden, end forfatteren til disse linjer. Det er det gamle, skønne helteideal, der her anvendes på en historisk helt. | Citat |
| Finnur Jónsson | |       |

Den anonyme digter har antagelig kendt til flere sagnkilder som ikke er brugt i Regnar Lodbrogs saga; "han nævner mange flere slag end soga, endda om han ikke oplister alle 51 slag som han sejrer Regnar har vore med i." Finnur Jónsson siger at "Mellem den første, historiske del af digtet og Regnarssaga findes ingen som helst overensstemmelse", og også Fredrik Paasche påpeger at dødssangen ikke stemmer godt med sagaen, og må være ældre end denne. Sagaforfatteren kan ikke have kendt eller brugt kvadet, men strofer fra kvadet kan genfindes i sagaen, noget som tyder på at sagaen er den yngste af de to.
Kvadet har muligvis fået sit navn fordi Regnars hustru Aslaug Sigurdsdatter blev kaldt "Kraka" Kvadet er oversat til nynorsk i 1914, og udgivet sammen med Regnar Lodbrogs saga.